# Lunación

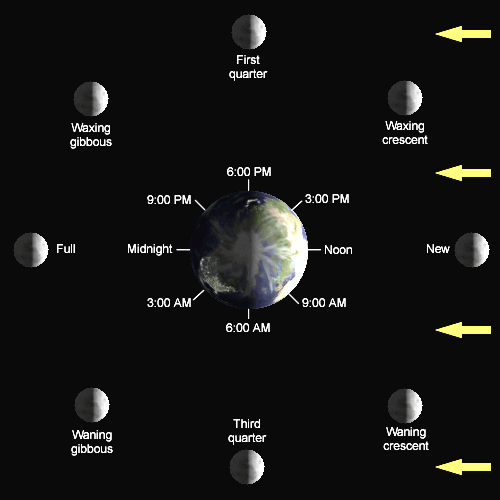
Representación de las fases de la Luna y su órbita alrededor de la Tierra.

La lunación (del latín lunatio, -ōnis), período sinódico de la Luna o mes sinódico es el tiempo transcurrido entre dos lunas nuevas consecutivas. Este período tiene una duración de 29 días, 12 horas, 44 minutos y 2,9 segundos, lo que corresponde a 29,530589 días.
Durante una lunación, ocurren las cuatro fases de la luna. El intervalo de tiempo medio entre una fase determinada y la fase siguiente es de 7,38 días.

## Enlaces externos

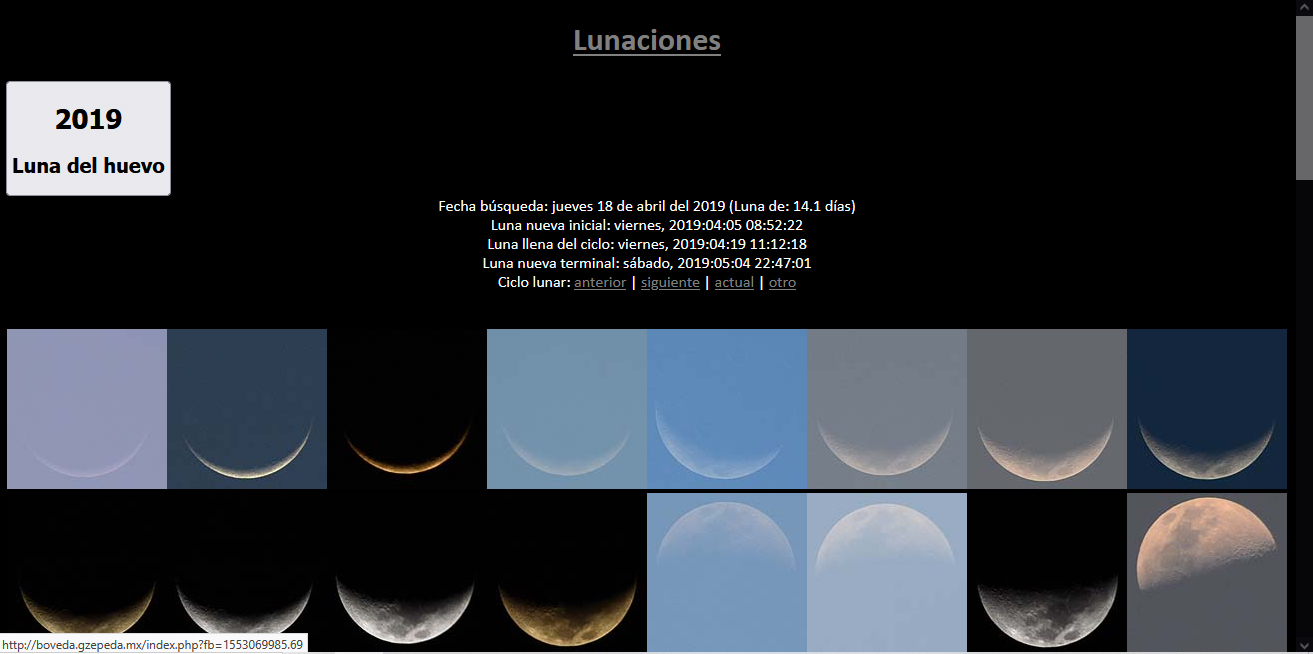
En esta dirección se presentan imágenes de la Luna en los días en los que hay cielo despejado: [https://boveda.gzepeda.mx/